# Caingangia delicata
Caingangia delicata är en stekelart som beskrevs av Braet och Van Achterberg 2001. Caingangia delicata ingår i släktet Caingangia och familjen bracksteklar. Inga underarter finns listade.